# Johannes Wolf (Politiker, 1879)
Johannes Wolf (* 30. Dezember 1879 in Martinfeld, Kreis Heiligenstadt; † 26. Juli 1938 in Stettin) war ein deutscher Politiker (DNVP).
Wolf besuchte die Schule in Martinfeld und war nach der Schullaufbahn als Landarbeiter tätig. Zwischen 1899 und 1901 absolvierte er den Wehrdienst, später wurde er Industriearbeiter in einer Ziegelei und danach Bauarbeiter. Von 1914 bis 1918 kämpfte er im Ersten Weltkrieg. Im Jahr 1915 bekam er das Eiserne Kreuz Zweiter Klasse verliehen. Er war an den Kämpfen in Polen und gegen Russland beteiligt und zudem am Stellungskrieg an der Düna. 
Nach dem Krieg war er als Sekretär der katholischen Arbeitervereine im Rhein- und Ruhrgau Duisburg, außerdem als Redakteur der Gewerkschaftsstimme in München. Später war er Mitglied der Landwirtschaftskammer in Stettin, außerdem wurde er Vorsitzender des Reichslandarbeiterbundes. Im Jahr 1924 wurde er erstmals im Wahlkreis 6 (Pommern) in den Reichstag gewählt, dem er bis 1933 angehörte.